# Ut Unum Sint
Ut unum sint (en español: Que sean uno) es una encíclica redactada por Juan Pablo II que fue publicada el 25 de mayo de 1995. Trata sobre la unidad de los cristianos, un tema al que se le dio especial importancia en el Concilio Vaticano II. Fue una de las 14 encíclicas emitidas por Juan Pablo II. El cardenal diácono Georges Cottier, Maestro del Sagrado Palacio Apostólico, con el título de la iglesia de Santi Domenico e Sisto, la cual es la iglesia universitaria de la Universidad Pontificia de Santo Tomás de Aquino, Angelicum, influyó en el borrador de la encíclica.
Como muchas encíclicas, su título deriva de su íncipit o primeras palabras, que son tomadas de la plegaria de Jesús en la traducción de la Vulgata del evangelio según San Juan. Trata de las relaciones de la Iglesia católica con la Iglesia ortodoxa y otras comunidades eclesiales cristianas. Este documento reiteró que la unidad de estas dos iglesias sui iuris es esencial, así como un mayor diálogo y unidad con las comunidades protestantes. Este documento demuestra la postura oficial de la Iglesia Católica hacia la unidad. Se ha convertido en materia de estudio común en clases de ecumenismo.
En el parágrafo 54 el Papa escribió que "la Iglesia debe respirar con sus dos pulmones". En el parágrafo 79 se señalan cinco temas importantes para una comprensión "más clara" que traerá la unidad:
- La relación entre la Sagrada Escritura, como la más alta autoridad en materia de fe, y la Sagrada Tradición, como indispensables para la interpretación de la Palabra de Dios;
- La Eucaristía como el sacramento del Cuerpo y la Sangre de Cristo, una ofrenda de alabanza al Padre, el sacrificio conmemorativo y la Real Presencia de Cristo y el derramamiento santificante del Espíritu Santo;
- La ordenación como sacramento para el triple ministerio del episcopado, presbiterado y diaconado;
- El Magisterio de la Iglesia, confiado al Papa y a los obispos en comunión con él, entendido como una responsabilidad y una autoridad ejercida en el nombre de Cristo para enseñar y salvaguardar la fe;
- La Virgen María, como Madre de Dios e icono de la Iglesia, la madre espiritual que intercede por los discípulos de Cristo y por toda la humanidad.

## Estructura
- Introducción
- Capítulo I: El compromiso ecuménico de la Iglesia Católica
  - El designio de Dios y la comunión
  - El camino ecuménico: camino de la Iglesia
  - Renovación y conversión
  - Importancia fundamental de la doctrina
  - Primacía de la oración
  - Diálogo ecuménico
  - Estructuras locales de diálogo
  - Diálogo como examen de conciencia
  - Diálogo para resolver las divergencias
  - La colaboración práctica
- Capítulo II: Frutos del diálogo
  - La fraternidad reencontrada
  - La solidaridad al servicio de la humanidad
  - Convergencias en la palabra de Dios y en el culto divino
  - Apreciar los bienes presentes en los otros cristianos
  - Crecimiento de la comunión
  - El diálogo con las Iglesias de Oriente
  - Iglesias hermanas
  - Progresos del diálogo
  - Relaciones con las antiguas Iglesias de Oriente
  - Diálogo con las otras Iglesias y Comunidades eclesiales en Occidente
  - Relaciones eclesiales
  - Colaboraciones realizadas
- Capítulo III: Quanta est nobis via?
  - Continuar intensificando el diálogo
  - Acogida de los resultados alcanzados
  - Continuar el ecumenismo espiritual y testimoniar la santidad
  - Aportación de la Iglesia católica en la búsqueda de la unidad de los cristianos
  - El ministerio de unidad del Obispo de Roma
  - La comunión de todas las Iglesias particulares con la Iglesia de Roma: condición necesaria para la unidad
  - Plena unidad y evangelización
- Exhortación